# Кривошеи
Кривошеи (укр. Кривошиї) — село на Украине, находится в Хмельницком районе Винницкой области. Через село протекает речка Снивода.
Код КОАТУУ — 0524882901. Население по переписи 2001 года составляет 514 человек. Почтовый индекс — 22073. Телефонный код — 4338.
Занимает площадь 3,2 км².
В селе действует храм Рождества Пресвятой Богородицы Хмельницкого благочиния Винницкой епархии Украинской православной церкви.

## Адрес местного совета
22073, Винницкая область, Хмельницкий р-н, с. Кривошеи, ул. Чапаева, 23